# Walter L. Sharp

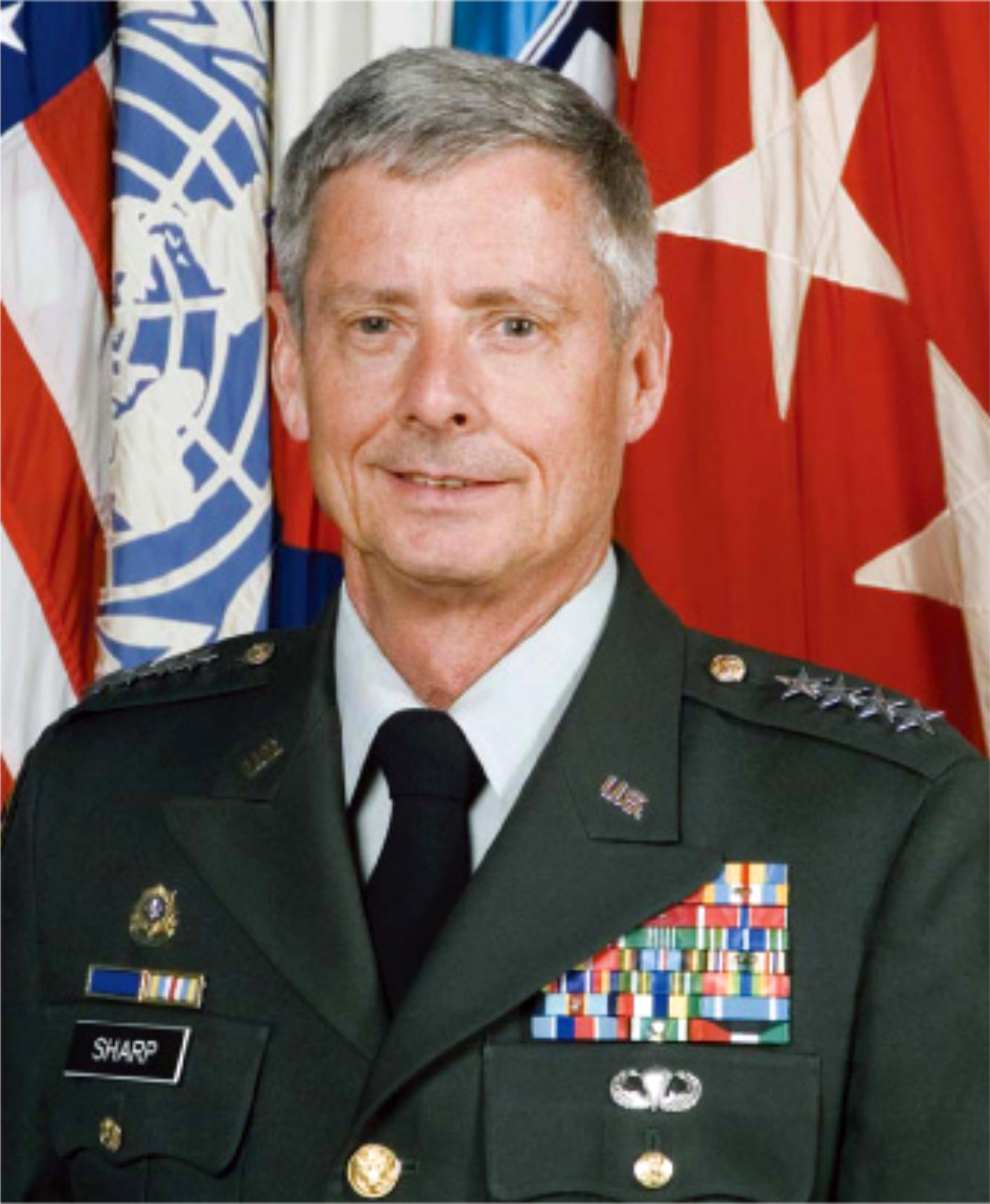
Walter L. Sharp

Walter Lawrence Sharp (* 27. September 1952 in Morgantown, Monongalia County, West Virginia) ist ein pensionierter General der United States Army. Er war unter anderem Kommandeur der 3. Infanteriedivision und des kombinierten United Nations Command/ROK/US Combined Forces Command in Südkorea.
Walter Sharp ist der Sohn eines Militärangehörigen der unter anderem im Koreakrieg eingesetzt war. Er wuchs an den verschiedenen Einsatzorten des Vaters auf. In den Jahren 1970 bis 1974 durchlief er die United States Military Academy in West Point. Nach seiner Graduation wurde er als Leutnant den Panzertruppen zugeteilt. In der Armee durchlief er anschließend alle Offiziersränge vom Leutnant bis zum Vier-Sterne-General.
Im Lauf seiner militärischen Karriere absolvierte Sharp verschiedene Kurse und Schulungen. Dazu gehörten unter anderem der Armor Basic Course, der Field Artillery Advanced Course, das Command and General Staff College und das United States Army War College.
Walter Sharp absolvierte zunächst den für Offiziere in den jeweiligen Rangstufen üblichen Dienst in verschiedenen Einheiten und Standorten, zeitweilig auch in Südkorea. Dazu gehörten auch Aufgaben als Stabsoffizier in verschiedenen Hauptquartieren. Im Lauf seiner Karriere kommandierte er militärische Einheiten auf fast allen Ebenen. Zu seinen Aufgaben als Stabsoffizier gehörten auch Tätigkeiten im Pentagon unter anderem auch bei den Joint Chiefs of Staff.
Mitte der 1990er Jahre war er an der Operation Uphold Democracy in Haiti beteiligt. Im Dezember 1999 übernahm er das Kommando über die 3. Infanteriedivision, die seit 1998 nach Kuwait verlegt worden war. In der Mitte des Jahres 2000 wurde die Division nach Bosnien und Herzegowina beordert, wo sie Teil der SFOR-Mission war. Walter Sharp behielt seinen Posten als Divisionskommandeur bis zum Dezember 2001.
Anschließend kommandierte Sharp während des Irakkriegs dort eingesetzte Einheiten. Zwischen 2005 und 2008 war er Leiter der Abteilung J5 (Planungen) bei den Joint Chiefs of Staff. Anschließend wurde er nach Südkorea versetzt, wo er das gemeinsame Oberkommando des United Nations Commands/ROK/US Combined Forces Commands und der United States Forces Korea übernahm. Dies Amt hatte er zwischen dem 3. Juni 2008 und dem 14. Juli 2011 inne. Anschließend schied er aus dem aktiven Militärdienst aus.
Nach seiner Pensionierung arbeitete Sharp für einige Zeit für die Kanzlei McKenna Long & Aldridge. Außerdem tritt er gelegentlich als Gastredner auf. Er ist mit Joanne R. Caporaso verheiratet, mit der er drei inzwischen erwachsene Kinder hat.

## Orden und Auszeichnungen (Auswahl)
- Defense Distinguished Service Medal
- Army Distinguished Service Medal
- Defense Superior Service Medal
- Legion of Merit
- Bronze Star Medal
- Meritorious Service Medal
- Army Commendation Medal
- Army Achievement Medal
- Presidential Unit Citation
- Joint Meritorious Unit Award
- National Defense Service Medal
- Armed Forces Expeditionary Medal
- Southwest Asia Service Medal
- Global War on Terrorism Service Medal
- Korea Defense Service Medal
- UN-Medaille (UNO)
- Inter-American Defense Board Medal
- Order of National Security Merit (Südkorea)
- Kuwait Liberation Medal (Saudi-Arabien)
- Kuwait Liberation Medal (Kuwait)